# Hoole Village
Hoole Village var en civil parish 1894–2015 när det uppgick i Mickle Trafford and District och Guilden Sutton, i distriktet Cheshire West and Chester, i Storbritannien. Den ligger i grevskapet Cheshire och riksdelen England, i den södra delen av landet, 260 km nordväst om huvudstaden London. Civil parish hade 319 invånare år 2011.